# 王承检
王承检（?—?），小名合郎，中國五代十国時代人物，前蜀高祖王建的义孙。
年轻时事奉王建为义孙，王建给他赐姓名王承检。乾德年间，王承检担任秦州节度使，修筑防蕃城。乾德六年（924年）在上邽山下发现瓦棺，里面没有尸体，只有舌头一片，肉色红润，坚如铁石。还有一具骷髅，里面藏有古钱一枚。下面有石刻篆字：“大隋开皇二年渭州刺史张崇夫人王氏，年二十五嫁于崇，三年而娠，恶其妊娠，遂卒。”